# Yasht
Yasht ("firande", från den avestiska verbstammen yaz, "att fira", "hedra") är en samling med tjugoen zoroastriska hymner som är författade på yngre avestiska. 
Var och en av dessa hymner anropar en särskild zoroastrisk gudom (yazata) eller zoroastriskt begrepp, såsom Ahura Mazda, Amesha Spenta, Mithra och Anahita. 
Flera av yashterna är skrivna på ett åttastavigt syllabiskt versmått.